# Benavent de Segrià
Benavent de Segrià (spanisch Benavent de Lérida) ist eine katalanische Gemeinde (Municipio) mit 1.578 Einwohnern (Stand: 2024) in der Provinz Lleida im Nordosten Spaniens. Sie ist Teil der Comarca Segrià. 

## Geographie
Benavent de Segrià liegt etwa acht Kilometer nördlich vom Stadtzentrum von Lleida in einer Höhe von ca. 325 m am Segre, der die östliche Gemeindegrenze bildet. 

## Einwohnerentwicklung
| 1900 | 1930 | 1950 | 1970 | 1981 | 1991 | 2001 | 2011 | 2021 |
| ---- | ---- | ---- | ---- | ---- | ---- | ---- | ---- | ---- |
| 487  | 865  | 839  | 771  | 725  | 747  | 943  | 1553 | 1533 |

## Sehenswürdigkeiten

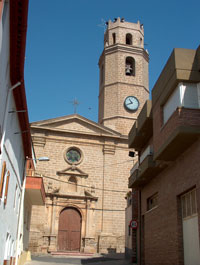
Johanniskirche

- Johanniskirche